# Saint-Médard (Belgique)
Pour les articles homonymes, voir Saint-Médard.
Saint-Médard (en wallon Sint-Medåd ou Saint-Maurd) est un village de l'Ardenne belge, en province de Luxembourg, sis à plusieurs kilomètres au nord de la commune d'Herbeumont dont il fait administrativement partie (Région wallonne de Belgique). C'était une commune à part entière avant la fusion des communes de 1977.

## Démographie
- Source: INS recensements population

## Histoire
Le village de Saint-Médard aurait été créé en 941 alors qu'il faisait partie du comté de Chiny.
Après une partie de chasse, la fille du Châtelain aurait disparu et les recherches pour la retrouver furent vaines. Après avoir prié Saint-Médard, on la retrouva morte au pied d'un chêne. Dans ses prières, le châtelain promis de faire construire à cet endroit une chapelle en l'honneur de Saint-Médard.
Quelques chaumières vinrent s'y joindre. La chapelle que l'on peut admirer de nos jours fut érigée en 1857, elle fut restaurée en 1985. Les vitraux qui garnissent les fenêtres racontent cette page d'histoire régionale.

## Patrimoine et culture

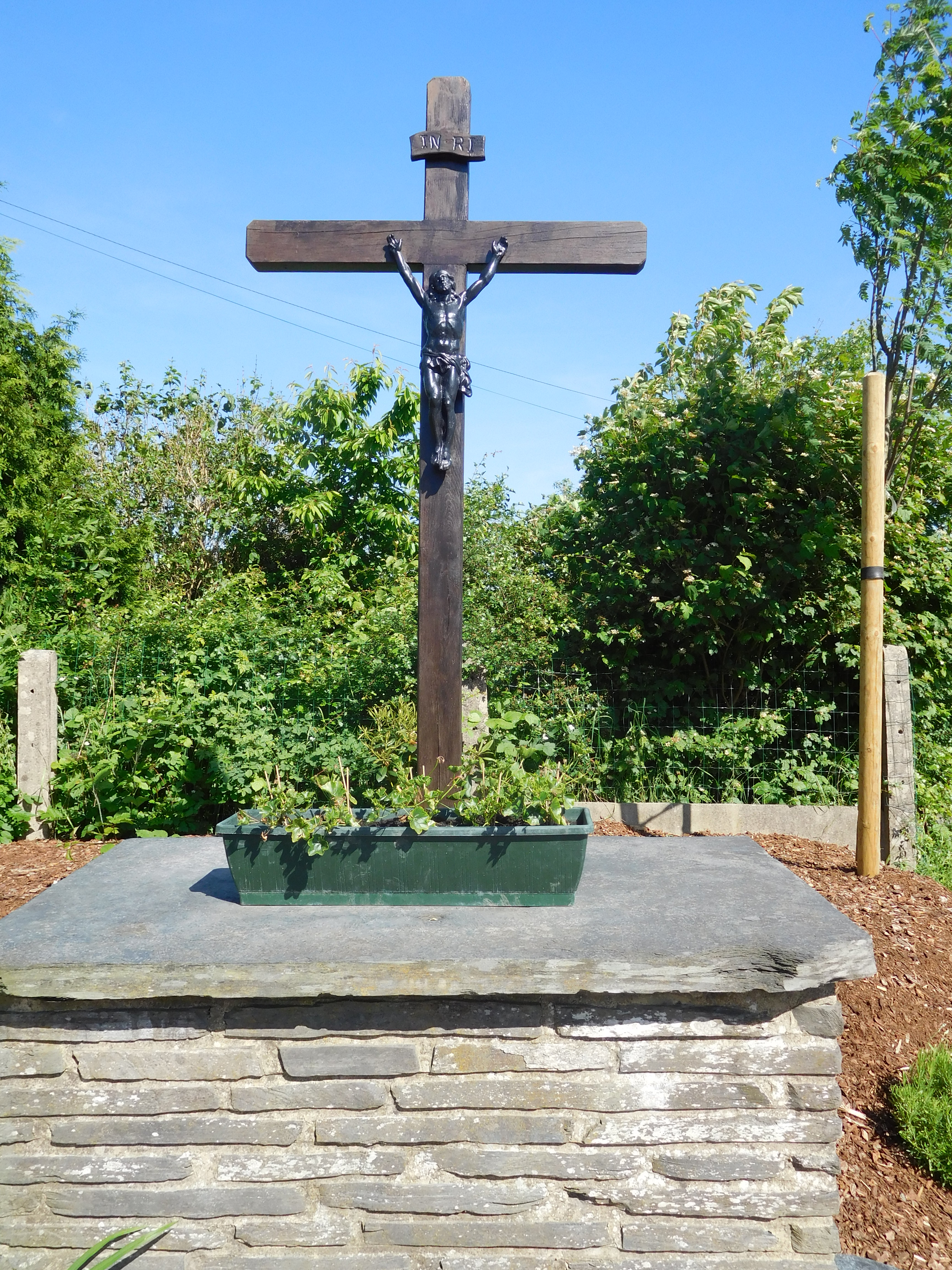
Croix-Crucifix à Saint-Médard.

## Vie associative
Plusieurs activités sont possibles :
- Cours de gym près de l'église ;
- Cours de tennis de table à la salle Le Rivoli ;
- Club de football 'Jeunesse sportive de Saint-Médard' ;
- Un grand feu organisé chaque année le week-end avant le printemps ;
- La fête foraine au mois de juin ;
- Vieux Tracteurs le 3ème weekend de juin.

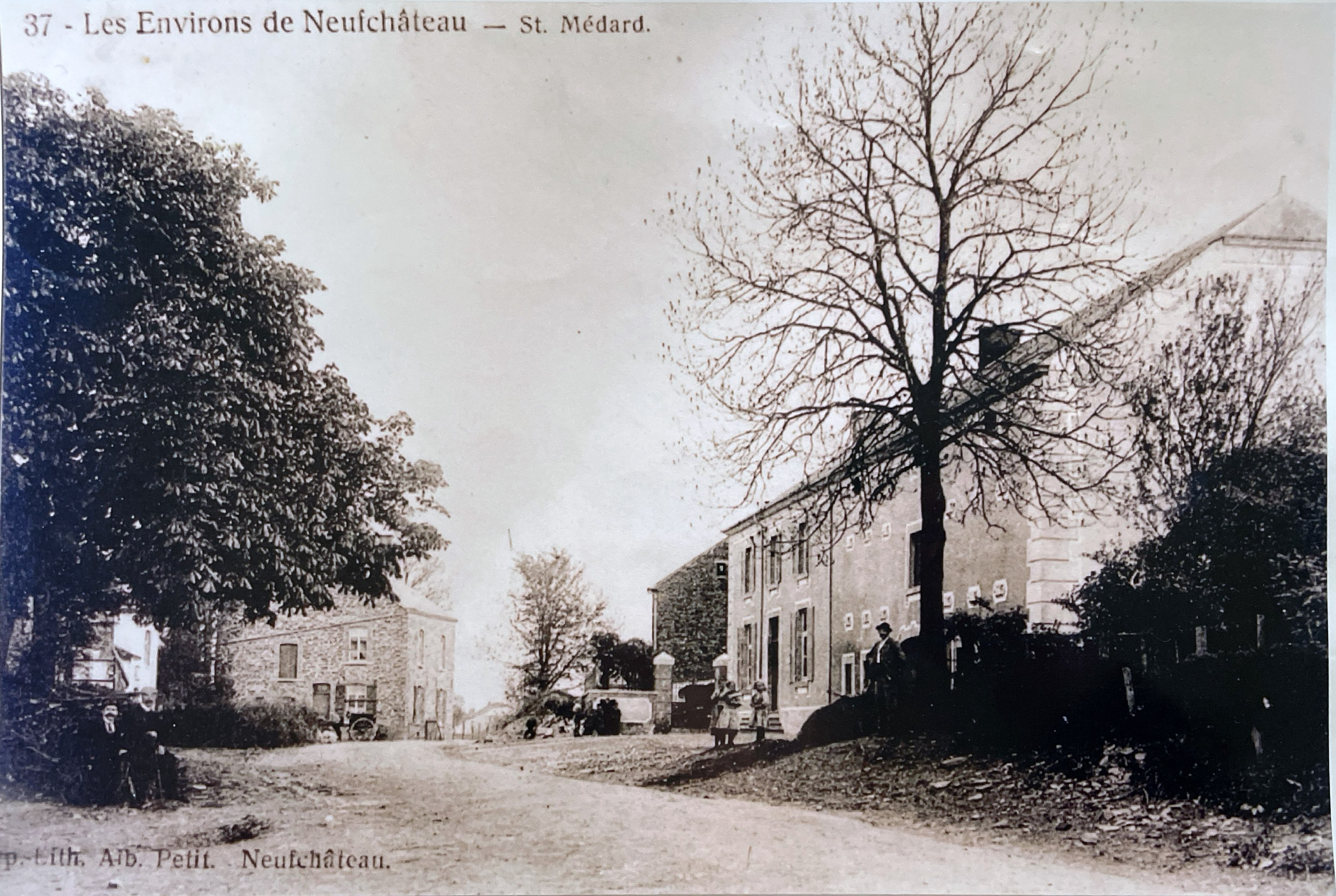
Grand' Rue - photo de Albert Petit. Probablement entre 1880 et 1920.

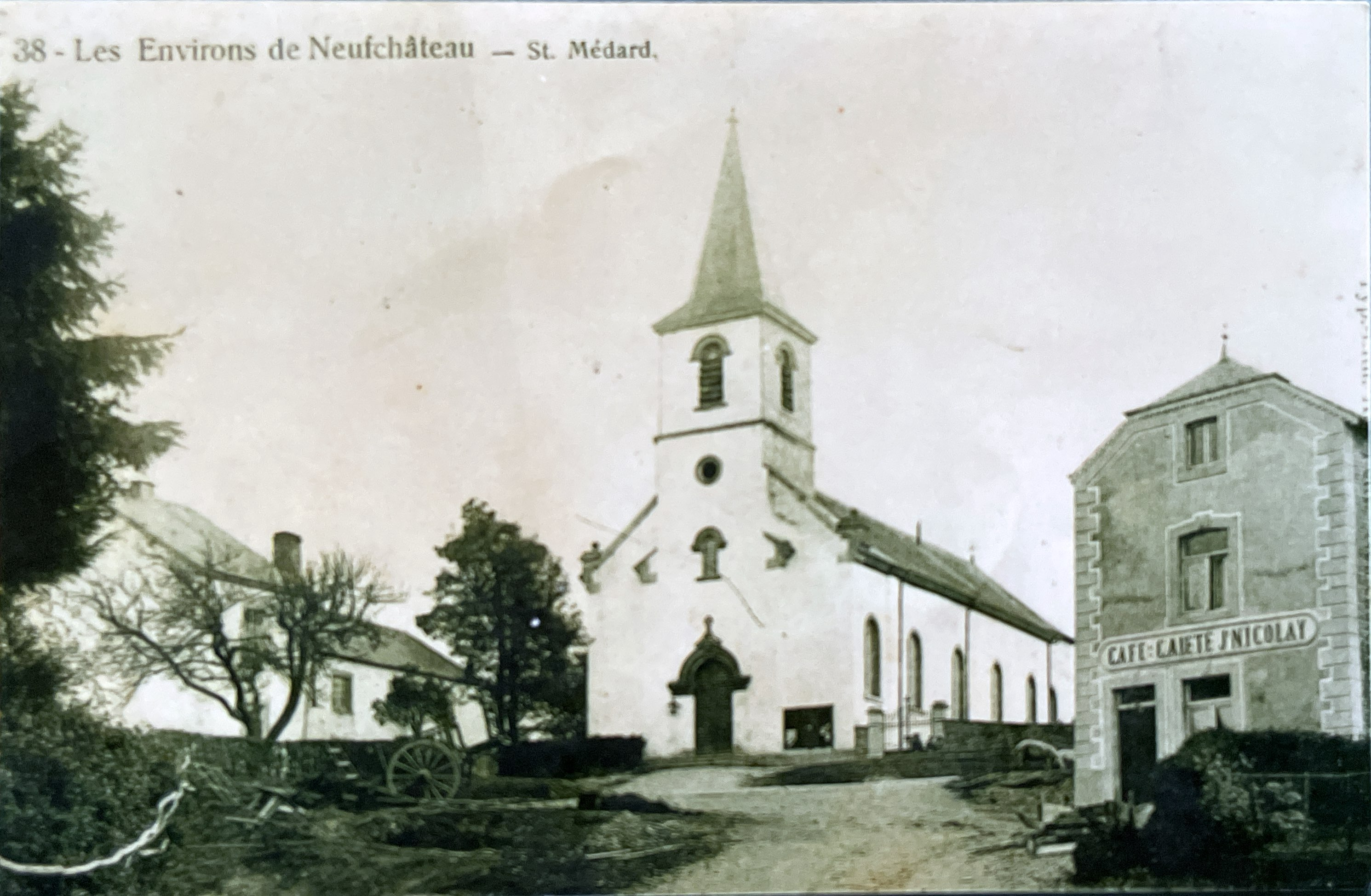
Église de Saint-Médard (n.d.) et le café Nicolay. Auteur inconnu.